# Admiralstraße (Bremen)

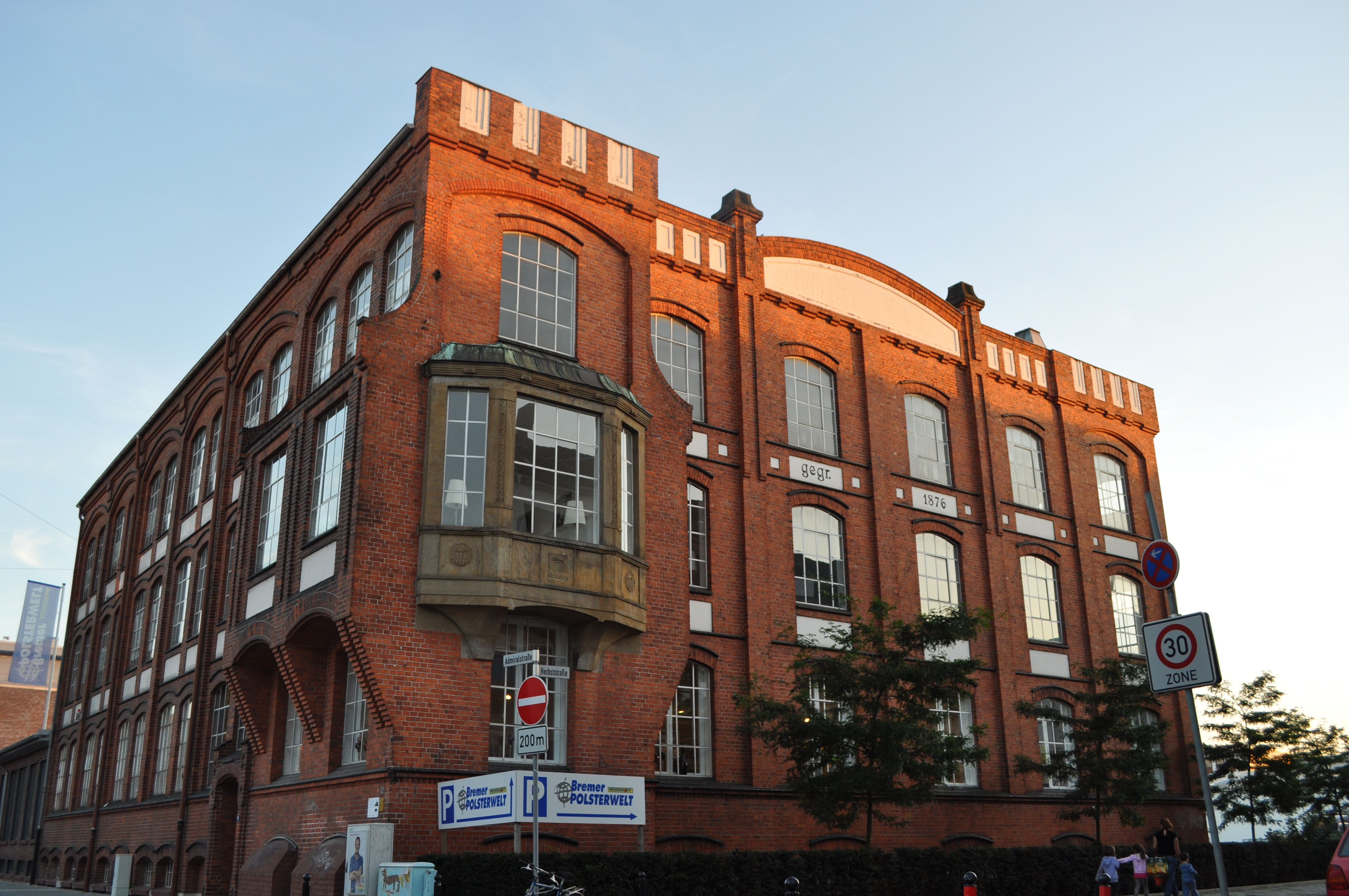
Nr. 96: Stuhlrohr-Fabrik Menck, Schultze

Die Admiralstraße ist eine zentrale Erschließungs- und Einkaufsstraße in Bremen-Findorff, Ortsteil Findorff-Bürgerweide. Sie führt in Süd/West-Nord-Ost-Richtung von der Theodor-Heuss-Allee und von der Bürgerweide bis zur Hemmstraße.
Die Querstraßen und Anschlussstraßen wurden benannt u. a. als Theodor-Heuss-Allee nach dem Journalist, Politiker (NSV, FVg, FVP, DDP, FDP/DVP) und ersten Präsidenten der Bundesrepublik Deutschland Theodor Heuss (1884–1963), Findorffstraße nach dem Stadtteil, Winterstraße und Herbststraße nach den Jahreszeiten, Worpsweder Straße nach der Gemeinde, Hemmstraße nach dem früheren Dorf Wallerhemme bzw. Hemme im Niederblockland; ansonsten siehe beim Link zu den Straßen.

## Geschichte
Name: Die Admiralstraße wurde 1904 nach dem Dienstgrad der Marine Admiral benannt.

### Entwicklung
1875 hatte Findorff 2500 Einwohner. 1904 wurde die Straße teilweise angelegt und hier intensiv gebaut. Im Zweiten Weltkrieg wurden hier viele Häuser zerstört. Die Straße ist durch die Nachkriegsbauten geprägt. 2011 fand ein größerer Straßenumbau statt. Mehrere Baulücken wurden danach geschlossen.
Das Herbst-Straßenfest in Findorff wird auf der Hemmstraße und der Admiralstraße veranstaltet.

### Verkehr
1913 entstand der Anschluss an das Netz der Bremer Straßenbahn mit der Linie 9 von der Hemmstraße über die Admiralstraße zum Findorfftunnel – Hauptbahnhof und zur Sankt-Jürgen-Straße. Eine zweite Anbindung entstand 1927, als die Strecke zum Bürgerpark durch die Eickedorfer Straße bis zur Hemmstraße verlängert wurde. Beide Strecken wurden zu einem Ring mit den Linien 5 und 6 (zeitweise 6A) verbunden. Die letzte Straßenbahn in Findorff fuhr 1964 (Linie 5) und 1967 (Linie 6).
Im Nahverkehr in Bremen durchfährt die Buslinie 25 (Weidedamm-Süd ↔ Osterholz) die Straße.

## Gebäude und Anlagen
An der Straße stehen zwei bis fünfgeschossige Gebäude, viele aus der Nachkriegszeit.
Bremer Baudenkmale
- Nr. 96 Ecke Herbststraße: 3-gesch. rotsteinsichtiges Gebäude von um 1903 (Historismus und Jahrhundertwende) mit einem Sockelgeschoss der Bremer Stuhlrohr-Fabrik Menck, Schultze & Co., 13-achsige Fassade an der Admiralstraße mit sechs übergreifenden Segmentbögen.[2] 2009 bis 2018 war hier auch das Möbelhaus Meyerhoff (Polsterwelten) in dem sanierten Gebäude.

Erwähnenswerte Gebäude und Anlagen

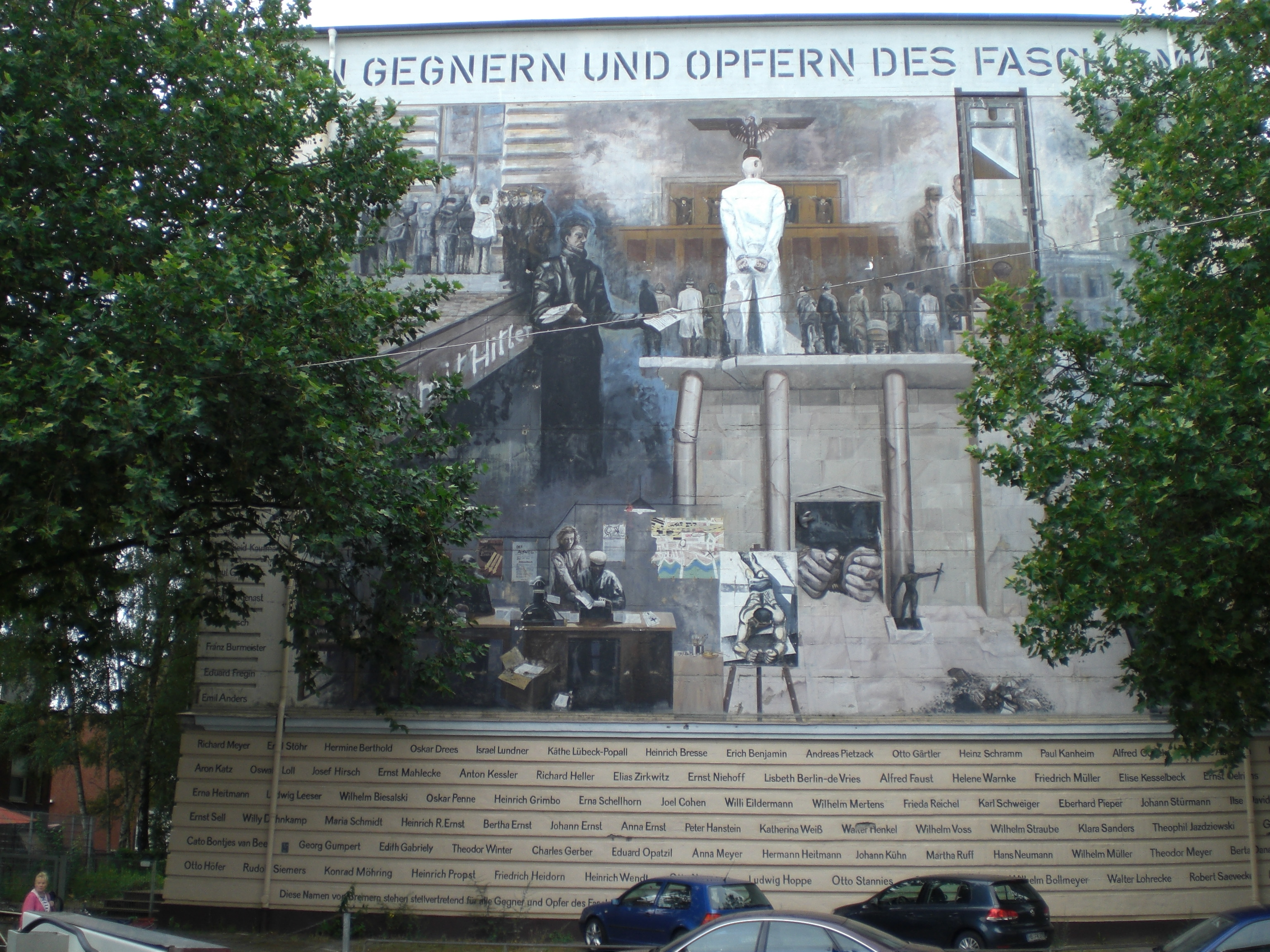
Bunker mit Wandbild von 1984

- Nr. 1 bis 25: 3-bis 5-gesch. Wohnhäuser
- Nr. 2 Ecke Findorffstraße 28–32: 6-gesch. Hotel von um 2016 mit runder Eckausbildung
- Nr. 8: 7-gesch. Hochbunker aus dem Zweiten Weltkrieg mit Wandbild von 1984; Führungen durch die Bremer Unterwelten / Bunker[3]
- Nr. 14: 6-gesch. Wohn- und Geschäftshaus von um 2013
- Nr. 54: 3-gesch. Einkaufszentrum mit Glasfassade von um 2016
- Nr. Ecke Winterstraße: 2- und 3-gesch. Ganztagsgrundschule an der Admiralstraße von 1958 nach Plänen von Ludwig Almstadt mit 230 Schülern (2019)
- Nr. 54: 4-gesch. modernes Geschäftshaus von um 2015 mit Staffelgeschoss und einer prägenden runden Eckausbildung in Glas
- Nr. 96 Ecke Herbststraße: 3-gesch. Bürohaus von um 1903; siehe oben
- Nr. 128 bis 180: 3-bis 4-gesch. Wohn- und Geschäftshäuser mit u. a. Läden
- Nr. 97 bis 159: 3-bis 4-gesch. Wohn- und Geschäftshäuser mit u. a. Läden, Findorff-Apotheke, SB-Filiale Sparkasse Bremen, Commerzbank-Filiale, Restaurants und Arztpraxen

Kunstobjekte, Gedenktafeln
- Nr. 8 Ecke Findorffstraße: Wandbild von 1984 zum Gedenken von Verfolgung und Widerstand in der NS-Diktatur am Bunker Admiralstraße von Jürgen Waller; das Bild enthält die Namen von 142 Bremer Frauen und Männern, die gegen das NS-Regime tätig waren und/oder von ihm verfolgt wurden.[4][5]
- Stolpersteine für die Opfer des Nationalsozialismus gemäß der Liste der Stolpersteine in Bremen:
  - Nr. 23 für Bernhard de Haas (1882–1942), Fritz de Haas (1925–1942), Helene de Haas (1883–1942), Moritz de Haas (1884–1942), Ruth de Haas (1927–1942), Sophie de Haas (1883–1942), alle ermordet in Minsk.
  - Nr. 23 für Joseph Nathan (1884–1942), Bertha Neublum (1906–1942), Ruth Neublum (1928–1942), Siegfried Neublum (1935–1942), alle ermordet in Minsk; Kurt Neublum (1925–1942), Siegfried Renberg (1879–1942), beide ermordet in Auschwitz
  - Nr. 126 für Zallel Margulies (1872–1942), gestorben in Theresienstadt